# Breakers Ahead
Breakers Ahead er en amerikansk stumfilm fra 1918 af Charles Brabin.

## Medvirkende
- Viola Dana som Ruth Bowman
- Clifford Bruce som Eric Pixley
- Mabel Van Buren som Agatha Pixley
- Russell Simpson som Scudder
- Eugene Pallette som Jim Hawley